# قلعة كارنارفون
قلعة كارنارفون (الويلزية: [kastɛɬ kaɨrˈnarvɔn])  تُصنَّف على أنها قلعة من القرون الوسطى في كارنارفون بجوينيد، شمال غرب ويلز تقوم خدمة البيئة التاريخية التابعة للحكومة الويلزية على رعايتها، كانت قلعة motte-and-bailey (قلعة عبارة عن حصن من الخشب أو الحجر مصحوب بفناء مسور) من أواخر القرن الحادي عشر حتى عام 1283، عندما بدأ الملك اوارد الأول ملك إنجلترا باستبدالها بالهيكل الحجري الحالي. كانت المدينة والقلعة الإدواردية بمثابة المركز الإداري لشمال ويلز، ونتيجة لذلك بنيت الدفاعات على نطاق واسع. كان هناك ارتباط متعمد مع ماضي كارنارفون الروماني، والحصن الروماني سيجونتيوم قريب.
بينما كانت القلعة قيد الإنشاء، بنيت أسوار المدينة حول كارنارفون. تكلف العمل ما بين 20000 و25000 جنيه إسترليني من البداية حتى انتهاء العمل في عام 1330. على الرغم من أن القلعة تبدو مكتملة في الغالب من الخارج، لم تعد المباني الداخلية قائمة ولم يتم الانتهاء من العديد من خطط البناء. نهبت البلدة والقلعة في عام 1294 عندما قاد مادوغ أب ليويلين تمردًا ضد الإنجليز. واستعيدت القلعة في العام التالي وذلك خلال انتفاضة جليندور (ثورة الويلزية أو حرب الاستقلال الأخيرة بقيادة اوين جليندور ضد الإنجليز) والتي كانت بين عامي 1400-1415 حيث تمت محاصرة القلعة واسعداتها عندما صعدت السلالة الحاكمة تيودور إلى العرش الإنجليزي في عام 1485، بدأت التوترات بين الويلزية والإنجليزية في التقلص واعتبرت القلاع أقل أهمية. نتيجة لذلك تركت قلعة كارنارفون واصبحت في حالة سيئة. على الرغم من حالتها المتداعية خلال الحرب الأهلية الإنجليزية، احتل الملكيون قلعة كارنارفون، وحاصرتها ثلاث مرات من قبل القوات البرلمانية. كانت هذه آخر مرة استخدمت فيها القلعة في الحرب. وبعد ذلك أهملت القلعة حتى القرن التاسع عشر عندما مولت الدولة الإصلاحات. واستخدمت لتنصيب أمير ويلز في عام 1911 ومرة أخرى في عام 1969. وهي جزء من موقع التراث العالمي «القلاع وأسوار المدينة للملك إدوارد في جوينيد».

## تاريخ القلعة
قام الرومان ببناء التحصينات الأولى في كارنارفون. يقع حصنهم الذي أطلقوا عليه اسم سيجونتيوم على مشارف المدينة الحديثة. بالقرب من ضفة نهر سيونت. ربما بني الحصن هنا بسبب الموقع المحمي ولأنه يمكن إعادة إمداده عبر نهر سيونت. تشتق كارنارفون اسمها من التحصينات الرومانية. في الويليزية كان المكان يدعى حصن افرون وهذا يعني «الحصن في الأرض فوق مون»؛ حيث ان مون هو الاسم الويلزي لـ انغلزي. لا يُعرف الكثير عن مصير سيجونتيوم والمستوطنة المدنية المرتبطة بها بعد مغادرة الرومان لبريطانيا في أوائل القرن الخامس.

## القلعة الأولى
بعد الفتح النورماندي لإنجلترا حول وليام الفاتح انتباهه إلى ويلز. وفقًا للإحصاء الأكبر لعام 1086، كان نورمان روبرت من رودلان مسؤولًا اسميًا عن شمال ويلز بالكامل. قُتل على يد الويلزيين في عام 1088. أعاد ابن عمه هيو دافانش، إيرل تشيستر كتأكيد سيطرة النورمانديين على شمال ويلز من خلال بناء ثلاث قلاع: واحدة في مكان غير معروف في مكان ما في ميريونيد، وواحدة في أبيرلينيوج في أنغليسي والأخرى في كارنارفون. بنيت هذه القلعة المبكرة على شبه جزيرة، يحدها نهر سيونت ومضيق ميناي. كان من الممكن أن يكون الحصن والفناء السمور، محميًا بحاجز خشبي وأعمال ترابية. كما دمج الحصن أو التل في القلعة الإدواردية اللاحقة، لكن موقع الفناء السمور الأصلي غير مؤكد، على الرغم من أنه ربما كان في الشمال الشرقي من الحصن. قمة جبل موت في عام 1969 عن عدم وجود أي آثار للاحتلال في العصور الوسطى، مما يشير إلى إزالة أي دليل. من المحتمل أن جبل موت كان يعلوه برج خشبي يُعرف باسم الحصن. ثم استعاد الويلزيون جوينيد عام 1115، وأصبحت قلعة كارنارفون في حوزة الأمراء الويلزيين. بالاستناد إلى الوثائق المعاصرة في القلعة يمكننا معرفة اقامة ليويليين العظيم وليويليين اب جروفيد أقاموا أحيانًا في كارنارفون.

## القلعة الإدواردية

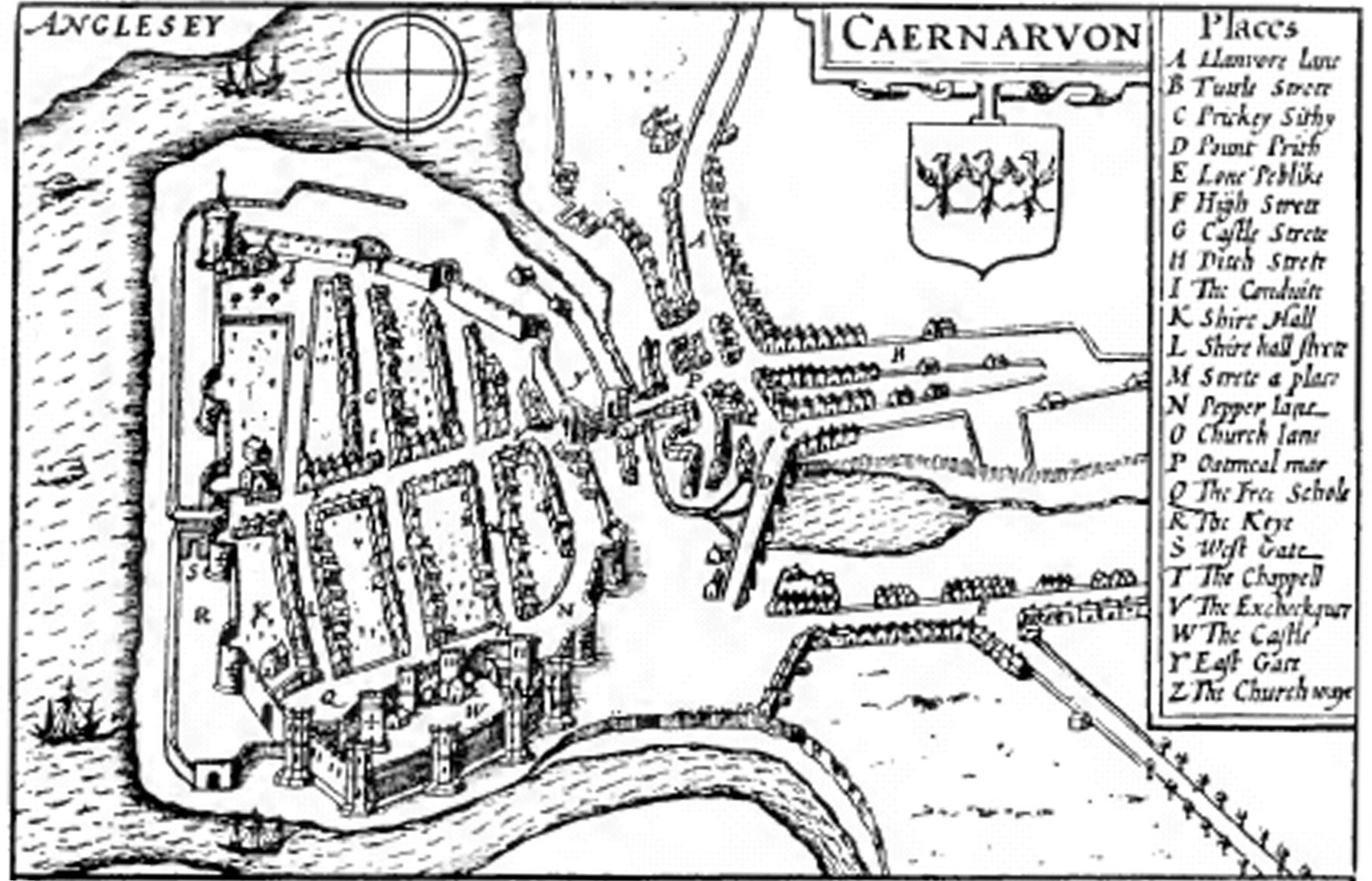
خريطة كارنارفون عام 1610 بواسطة جون سبيد. كانت القلعة في الطرف الجنوبي من المستوطنة.

اندلعت الحرب مرة أخرى بين إنجلترا وويلز في 22 مارس 1282. وتوفي الزعيم الويلزي ليويليين اب جروفيد في وقت لاحق من ذلك العام في 11 ديسمبر. واصل شقيقه دافيد أب جروفيد محاربة الإنجليز، ولكن في عام 1283 انتصر إدوارد الأول. سار إدوارد عبر شمال ويلز، واستولى على قلاع مثل تلك الموجودة في دولويديلان، وأسس قلاعه في كونوي. انتهت الحرب أخيرًا في مايو 1283 عندما تم الاستيلاء على قلعة دولبادران، آخر قلعة لـديفيد اب جروفيد. بعد ذلك بوقت قصير، بدأ إدوارد في بناء القلاع في هارليتش وكارنارفون. كانت قلاع كارنارفون وكونوي وهارليك هي الأكثر إثارة للإعجاب في عصرهم في ويلز، وقد ساعد بناؤها - جنبًا إلى جنب مع القلاع الإدواردية الأخرى في البلاد - على تأسيس الحكم الإنجليزي. من المحتمل أن يكون البناء الرئيسي المسؤول عن تصميم وبناء القلعة هو جيمس سانت جورج، وهو مهندس معماري ومهندس عسكري متمرس لعب دورًا مهمًا في بناء القلاع الإدواردية في ويلز. وفقًا لـ فلوريس هيستوريريم (هو اسم لسجلين لاتينيين مختلفين (وإن كانا مرتبطين) لمؤرخين إنجليز في العصور الوسطى تم إنشاؤهما في القرن الثالث عشر) أثناء بناء القلعة والمدينة المخطط لها، اكتشفت جثة الإمبراطور الروماني ماجنوس ماكسيموس، وأمر إدوارد الأول بإعادة دفنها في كنيسة محلية.

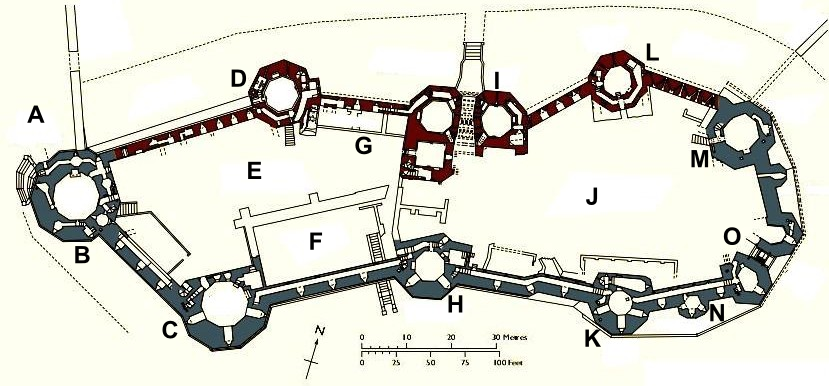
مخطط قلعة كارنارفون: A - موقع بوابة المياه ؛ B - برج النسر؛ C - برج الملكة D - برج البئر E - الجناح السفلي؛ F - القاعة الكبرى G - مطابخ H - برج تشامبرلين؛ I - بوابة الملك؛ G- العلوي وارد ؛K- البرج الأسود L - برج جراناري ؛ M - برج الشمال الشرقي ؛ N - برج الصهريج ؛ O - بوابة الملكة. يُظهر اللون الأزرق المنطقة المبنية بين 1283-1892، والأحمر تلك التي بين 1295-1323

كان بناء القلعة الحجرية الجديدة جزءًا من برنامج البناء الذي غير مدينة كارنارفون، وقد أضيفت أسوار المدينة المتصلة بالقلعة وبناء رصيف جديد. تعود أقدم إشارة إلى البناء في كارنارفون إلى 24 يونيو 1283، عندما حفر خندق يفصل موقع القلعة عن المدينة إلى الشمال. حيث انشئ بريتاغم وهو نوع من الحواجز، حول الموقع لحمايته بينما كانت الدفاعات الدائمة قيد الإنشاء. وشحن الأخشاب من أماكن بعيدة مثل ليفربول. كما استخراج الحجر من الأماكن المجاورة مثل أنجلسي وحول المدينة. عملت قوة من المئات على حفر الخندق وحفر أساسات القلعة. مع توسع الموقع، بدأ في التعدي على المدينة؛ هدمت المنازل للسماح بالبناء. لم يتم دفع تعويضات للسكان إلا بعد ثلاث سنوات. أثناء إنشاء أسس الجدران الحجرية، بنيت شقق مؤطرة بالخشب لإدوارد الأول وإليانور ملكة قشتالة ملكته. وصلوا إلى كارنارفون إما في 11 أو 12 يوليو 1283 ومكثوا لأكثر من شهر.
استمر البناء في قلعة كارنارفون خلال شتاء 1283-1284.لكن مدة الاكتمال غير مؤكدة، على الرغم من أن المؤرخ المعماري أرنولد تايلور توقع أنه عندما زار إدوارد وإليانور مرة أخرى في عيد الفصح 1284، ربما يكون برج النسر قد اكتمل. قانون رودلان، الذي سُن في 3 مارس 1284، جعل من كارنارفون إحدى البلديات والمركز الإداري لمقاطعة غوينيد. وفقًا للتقاليد ولد إدوارد الثاني في كارنارفون في 25 أبريل 1284. ومنذ ذلك الحين، اعتاد الابن الأكبر للملك أن يحمل اللقب. وفقًا لأسطورة شهيرة، كان الملك قد وعد الويلزيين بأنه سوف يسمي «أميرًا مولودًا في ويلز، ولم يتكلم كلمة واحدة باللغة الإنجليزية» ثم فاجأ ابنه الرضيع؛ لكن القصة قد تكون ملفقة، حيث لا يمكن إرجاعها إلا إلى القرن السادس عشر. في عام 1284 عملت حامية قوامها أربعون رجلا على الدفاع عن كارنارفون، أكثر من الحامية الثلاثين القوية في كونوي وهارليك. حتى في وقت السلم، عندما كان معظم القلاع يحرسها عدد قليل من الرجال، دافع ما بين عشرين وأربعين شخصًا عن كارنارفون نظرًا لأهميتها.
بحلول عام 1285، اكتملت أسوار مدينة كارنارفون في نفس الوقت استمر العمل في القلعة. كان الإنفاق على البناء ضئيلًا من عام 1289 وانتهت الحسابات في عام 1292. تكلفت حملة إدوارد الأول لبناء القلعة في ويلز 80 ألف جنيه إسترليني بين عامي 1277 و 1304، و95 ألف جنيه إسترليني بين عامي 1277 و1329؛ بحلول عام 1292، أنفق 12000 جنيه إسترليني على بناء قلعة كارنارفون - التي كانت واجهتها الجنوبية في أقصى طول. عندما أكمل الجدار الجنوبي وأسوار المدينة دائرة دفاعية حول كارنارفون، كانت الخطة هي بناء الواجهة الشمالية للقلعة أخيرًا.

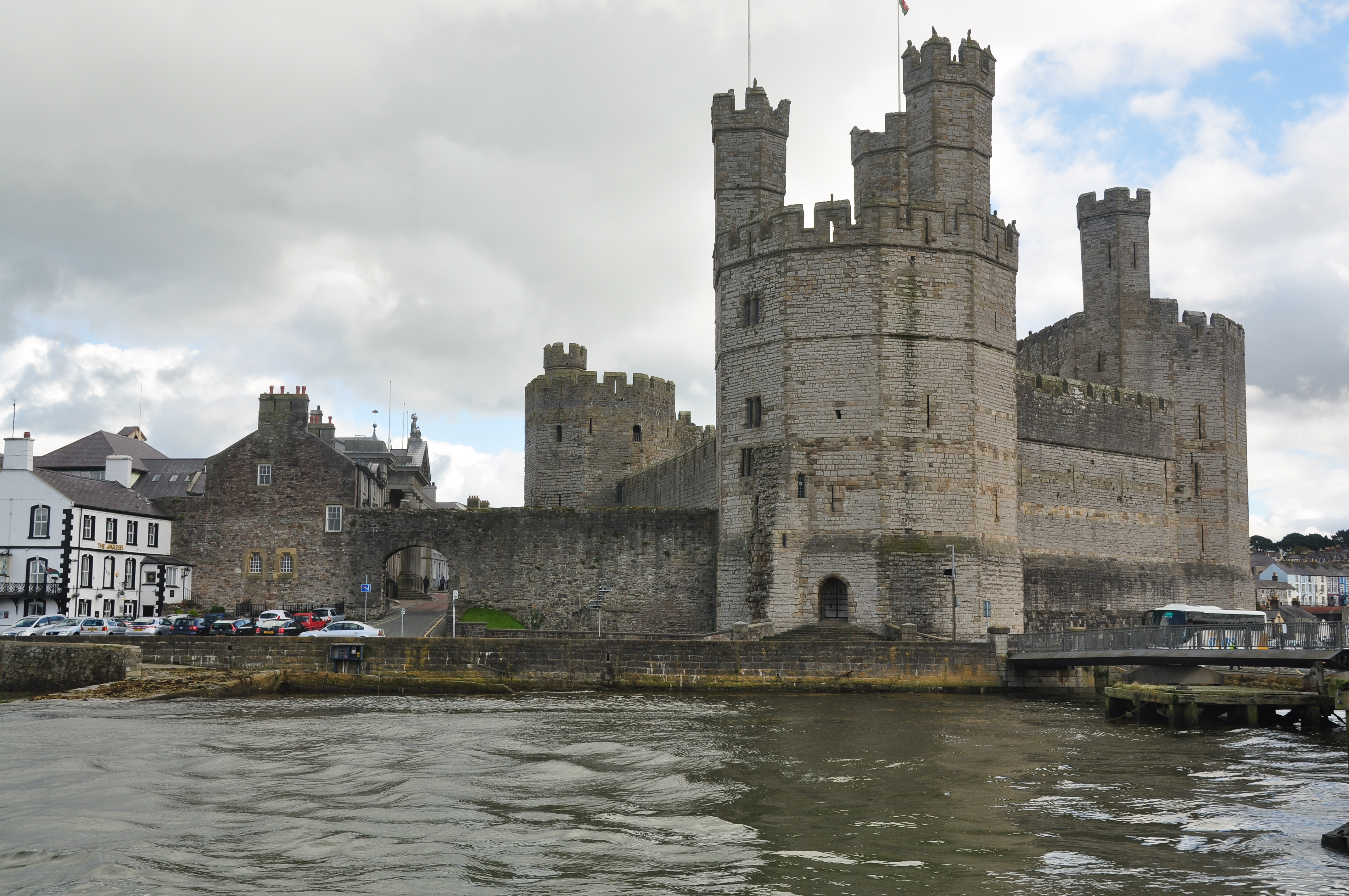
قلعة كارنارفون من الغرب. انضمت أسوار المدينة، التي اكتملت في الغالب بحلول عام 1285، إلى القلعة وتواصل إلى يسار الصورة.

في عام 1294، اندلع في ويلز تمرد بقيادة مادوج أب ليويلين وهو أمير ويلز. كرمز للقوة الإنجليزية، استهدفت القلعة من الويلزيين واستولت قوات مادوغ على المدينة في سبتمبر، وألحقت أضرارًا جسيمة بأسوار المدينة ودوفع عن القلعة بحاجز مؤقت. وقد تم الاستيلاء عليها بسرعة وإشعال النار في أي شيء قابل للاشتعال. اندلعت النيران في أنحاء كارنارفون، مخلفة دمارًا في أعقابها. في صيف عام 1295، تحرك الإنجليز لاستعادة كارنارفون. وبحلول نوفمبر من نفس العام، بدأ الإنجليز في إعادة تحصين المدينة. كانت إعادة بناء أسوار المدينة أولوية قصوى، حيث بلغت 1195 جنيهًا إسترلينيًا (حوالي نصف المبلغ الذي تم إنفاقه في الأصل على الجدران). ثم تحول الانتباه إلى القلعة وعند الانتهاء من العمل الذي توقف في عام 1292. بمجرد إخماد التمرد، بدأ إدوارد في بناء قلعة بوماريس على جزيرة أنغلسي. أشرف على العمل يعقوب القديس جورج. كما تولى والتر دي هيريفورد منصب البناء الرئيسي لمرحلة البناء الجديدة. بحلول نهاية عام 1301، انفق 4500 جنيه إسترليني أخرى على العمل؛ كان تركيز العمل على الجدار الشمالي والأبراج. الحسابات بين نوفمبر 1301 وسبتمبر 1304 مفقودة، ربما بسبب وجود فجوة في العمل أثناء انتقال العمال شمالًا للمساعدة في حرب إنجلترا ضد اسكتلندا. تظهر السجلات أن والتر من هيريفورد قد غادر كارنارفون وكان في كارلايل في أكتوبر 1300؛  ظل مشغولاً بالحروب الاسكتلندية حتى خريف عام 1304 عندما استؤنف البناء في كارنارفون. توفي والتر في عام 1309 وتولى مرؤوسه المباشر هنري إلرتون منصب السيد ماسون. استمر البناء بمعدل ثابت حتى عام 1330.
من 1284 إلى 1330 أنفق ما بين 20000 و 25000 جنيه إسترليني على قلعة كارنارفون وأسوار المدينة. وعلى القلاع مثل دوفر وشاتو جيلارد، والتي كانت من بين التحصينات الأغلى والأكثر إثارة للإعجاب في القرن الثاني عشر وأوائل القرن الثالث عشر. لم تكن الإضافات اللاحقة إلى كارنارفون كبيرة، وما تبقى من القلعة يعود إلى العصر الإدواردي. على الرغم من النفقات، لم يتم تنفيذ الكثير مما كان مخططًا للقلعة. بقي الجزء الخلفي من بوابة الملك (المدخل من المدينة) وبوابة الملكة (المدخل من الجنوب الشرقي) غير مكتملة، واستمرت الأساسات في العلامة الداخلية للقلعة حيث كانت المباني قائمة، أما الاساسات في القلعة الداخلية بقيت غير مكتملة حيث كان من الممكن أن تكون المباني قائمة لو استمر العمل.

## في وقت لاحق

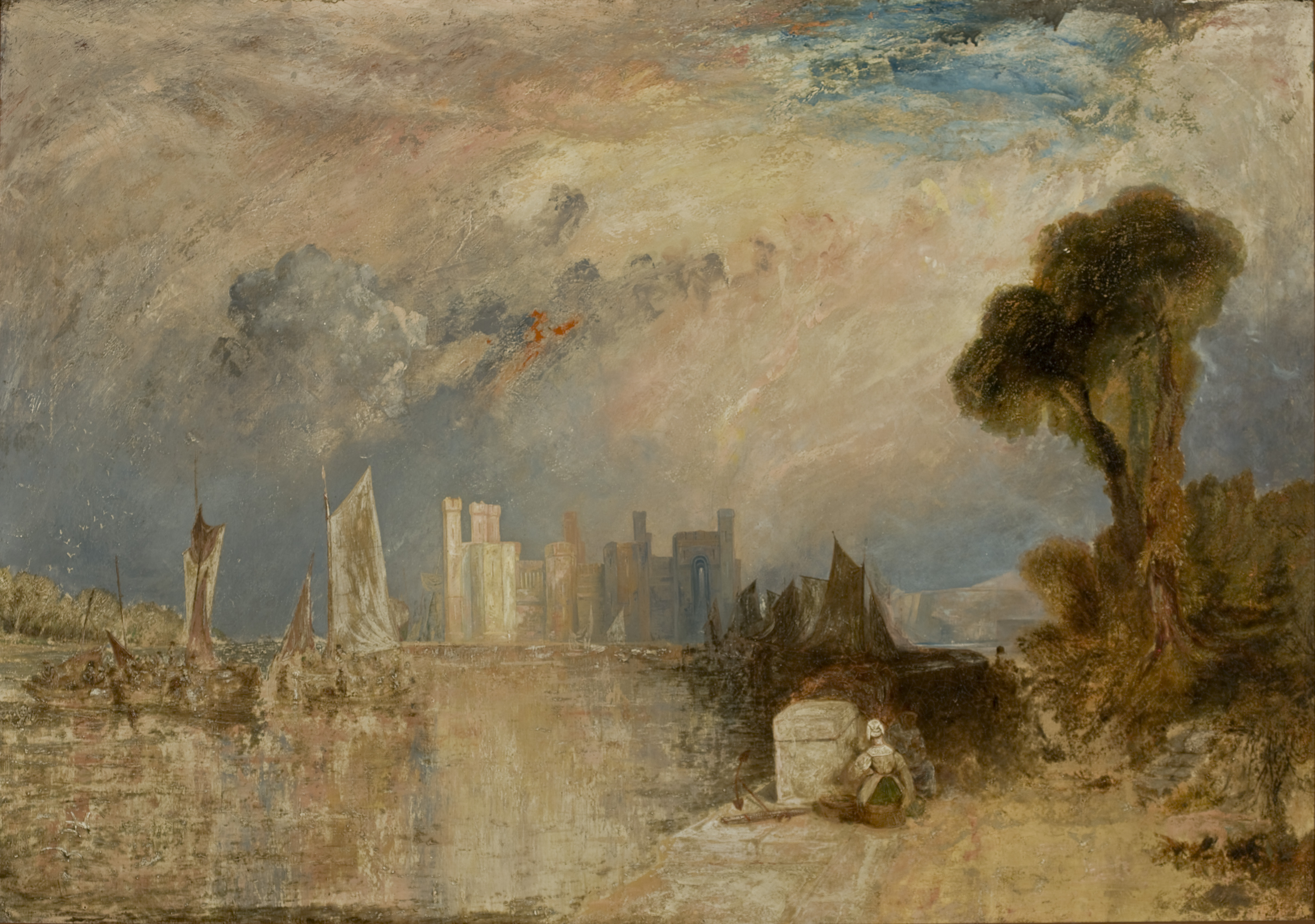
لوحة من كارنارفون رسمها جي إم دبليو تورنر في ١٨٣٠-١٨٣٥

لمدة قرنين تقريبًا بعد غزو ويلز، ظلت الترتيبات التي وضعها إدوارد الأول لحكم البلاد سارية. خلال هذا الوقت كانت القلعة محصنة باستمرار، وكانت كارنارفون فعليًا عاصمة شمال ويلز. وقد عرفت بدرجة من التمييز، حيث كانت الوظائف الإدارية الأكثر أهمية في ويلز مغلقة عادةً أمام الويلزيين. امتد التوتر بين الويلزيين وغزاتهم الإنجليز في بداية القرن الخامس عشر مع اندلاع انتفاضة جليندور (1400-1415). خلال الثورة، كان كارنارفون أحد أهداف جيش أوين جليندور. تمت محاصرة المدينة والقلعة  في عام 1401 وفي نوفمبر من ذلك العام دارت معركة توثيل في مكان قريب بين المدافعين عن كارنارفون والقوة المحاصرة. في عامي 1403 و1404 حاصرت القوات الويلزية مدينة كارنارفون بدعم من القوات الفرنسية. كانت الحامية في ذلك الوقت حوالي الثلاثين. أدى انضمام سلالة تيودور إلى العرش الإنجليزي في عام 1485 إلى حدوث تغيير في طريقة إدارة ويلز. كانت عائلة تيودور من ويلز في الأصل، وخفف حكمهم العداوات بين الويلزية والإنجليزية. نتيجة لذلك أصبحت القلاع مثل كارنارفون، التي وفرت مراكز آمنة يمكن من خلالها إدارة البلاد. وفي عام 1538 أفيد أن العديد من القلاع في ويلز كانت «مدمرة ومتهالكة من أجل الحصول على تعويضات بسيطة».

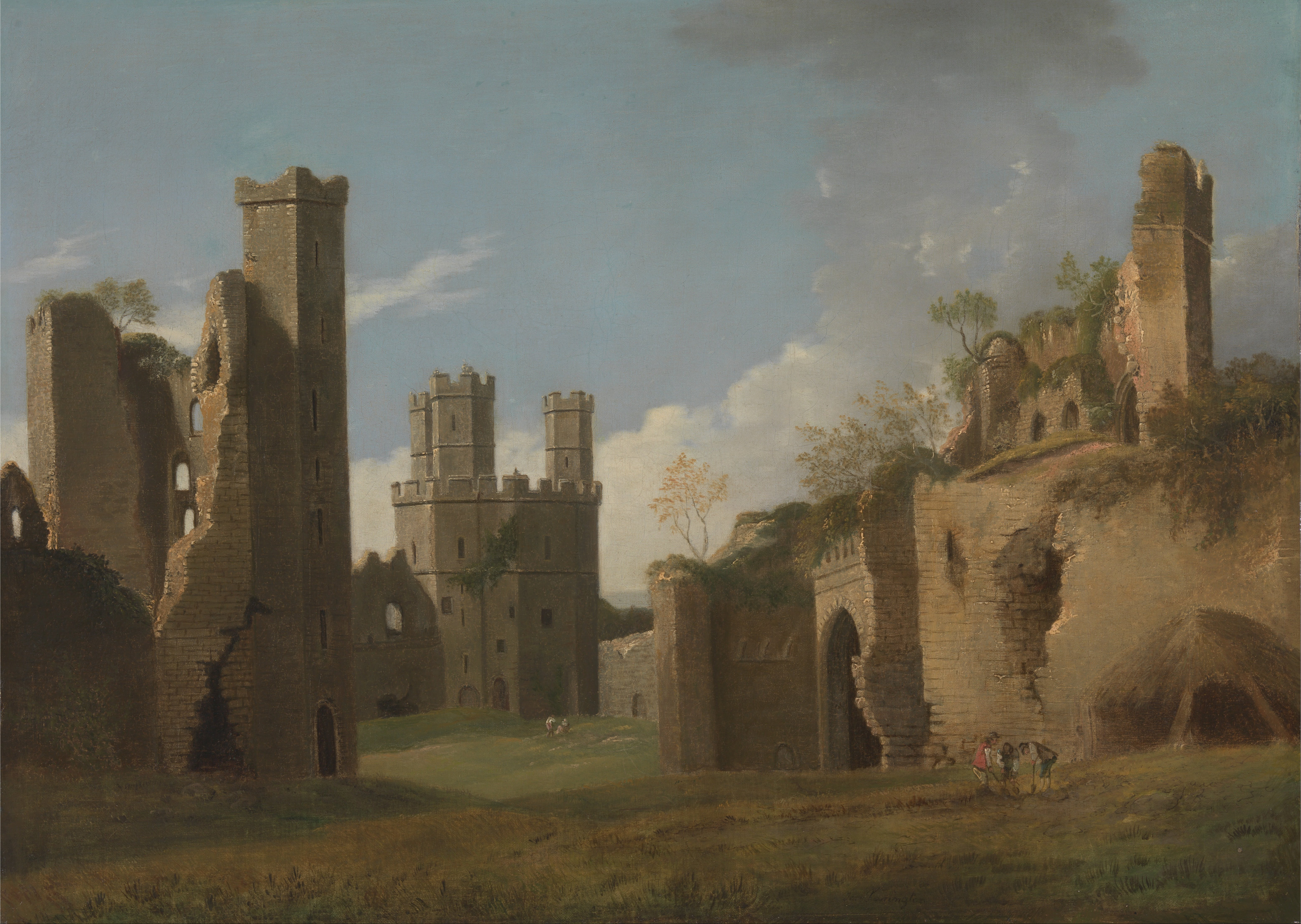
لوحة لقلعة كارنارفون من القرن الثامن عشر التي رسمها جوزيف فارينجتون

ظلت جدران المدينة والقلعة في حالة جيدة، في حين أن الميزات التي تتطلب الصيانة - مثل الأسطح - كانت في حالة تآكل وكثير من الأخشاب فاسدة. كانت الظروف سيئة للغاية لدرجة أن أبراج القلعة السبعة وبوابتين، فقط برج إيجل وبوابة الملك كانا لهما أسقف بحلول عام 1620. جردت المباني المحلية داخل القلعة من أي شيء ذي قيمة، مثل الزجاج والحديد. على الرغم من تدهور المباني المحلية، كانت دفاعات القلعة في حالة جيدة بما فيه الكفاية لدرجة أنه خلال الحرب الأهلية الإنجليزية في منتصف القرن السابع عشر، تحصن بها ا الملكيون. حوصرت قلعة كارنارفون ثلاث مرات خلال الحرب.
كان الشرطي جون بايرون، بارون بايرون الأول، الذي استسلم كارنارفون التابع للقوات البرلمانية في عام 1646. وهذه آخر مرة تشهد فيها قلعة كارنارفون القتال. على الرغم من أنه صدر أمر في عام 1660 بتفكيك القلعة وأسوار المدينة.

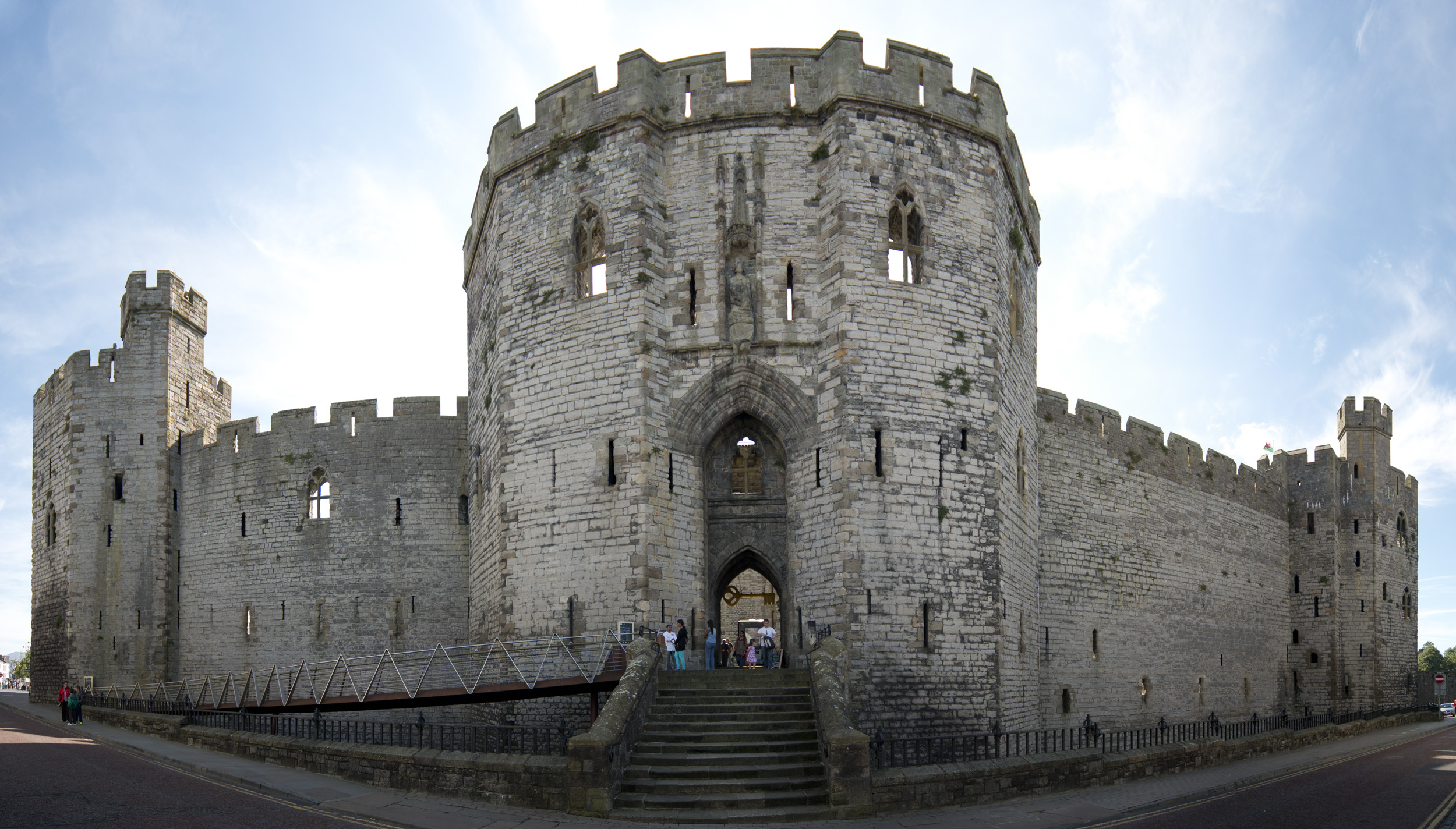
كانت بوابة الملك واحدة من المناطق القليلة في القلعة التي كان لا يزال سقفها بحلول عام 1620.

أهملت القلعة حتى أواخر القرن التاسع عشر. من سبعينيات القرن التاسع عشر فصاعدًا، مولت الحكومة إصلاحات قلعة كارنارفون. أشرف نائب شرطي لويلين تيرنير على العمل، وفي كثير من الحالات قام بترميم وإعادة بناء القلعة بشكل مثير للجدل، بدلاً من مجرد الحفاظ على الأعمال الحجرية الحالية. تم إصلاح السلالم والأسوار والأسقف، وتم تطهير الخندق الواقع شمال القلعة من المباني التي تعود إلى العصور الوسطى والتي كانت تُفسد المنظر، على الرغم من احتجاج السكان المحليين. تحت رعاية مكتب الأشغال وخلفائه منذ عام 1908، تم الحفاظ على القلعة لأهميتها التاريخية. في عام 1911 استخدمت كارنارفون لتنصيب أمير ويلز لأول مرة للأمير إدوارد (لاحقًا إدوارد الثامن) الابن الأكبر للملك جورج الخامس المتوج حديثًا؛ أقيم الحفل هناك بإصرار من وزير الخزانة ديفيد لويد جورج، وهو ويلزي نشأ في كارنارفونشاير. في عام 1969، تكررت السابقة مع تنصيب تشارلز أمير ويلز. على الرغم من أن قلعة كارنارفون كانت ملكًا لـكراون منذ بنائها، إلا أنها تحت رعاية كادو، قسم البيئة التاريخية في حكومة ويلز، والمسؤول عن صيانة المباني التاريخية في ويلز والعناية بها. في عام 1986، تمت إضافة مدينة كارنارفون إلى قائمة اليونسكو لمواقع التراث العالمي كجزء من «القلاع وأسوار المدينة للملك إدوارد في جوينيد» تقديراً لأهميتها العالمية وللمساعدة في الحفاظ على الموقع وحمايته. تضم القلعة متحف رويال ويلش فيوزيليرس. خلال عام 2015، تم بناء «جناح مدخل» جديد، صممه المهندسون المعماريون دونالد إنسال أسوشيتس.

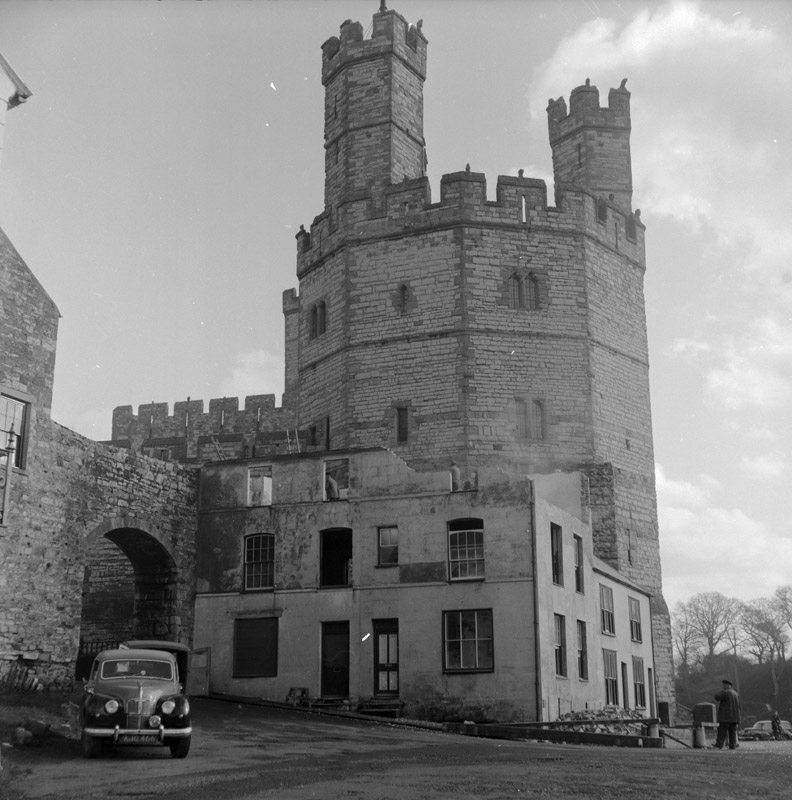
أعمال الهدم في عام 1959 لتطهير المباني الحديثة حول برج النسر

تعد قلعة كارنارفون الآن من المعالم السياحية الرئيسية، حيث زار أكثر من 205000 شخص المعالم السياحية في عام 2018.

## أسلوب البناء

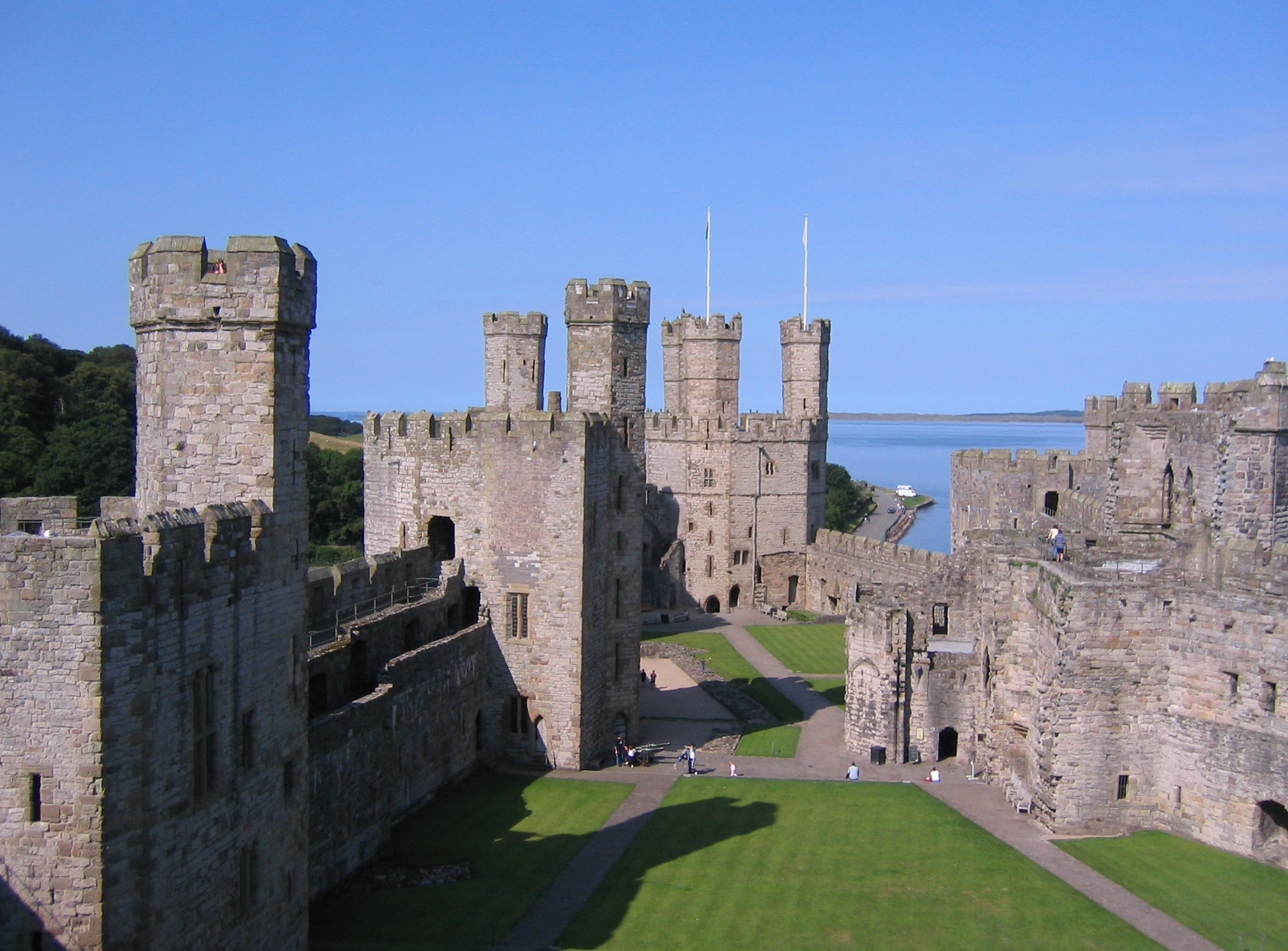
جناح قلعة كارنارفون، يُظهر (من اليسار إلى اليمين) البرج الأسود وبرج تشامبرلين وبرج النسر. بحلول القرن السابع عشر، تم تجريد المباني المحلية للقلعة من المواد القيمة مثل الحديد والرصاص.

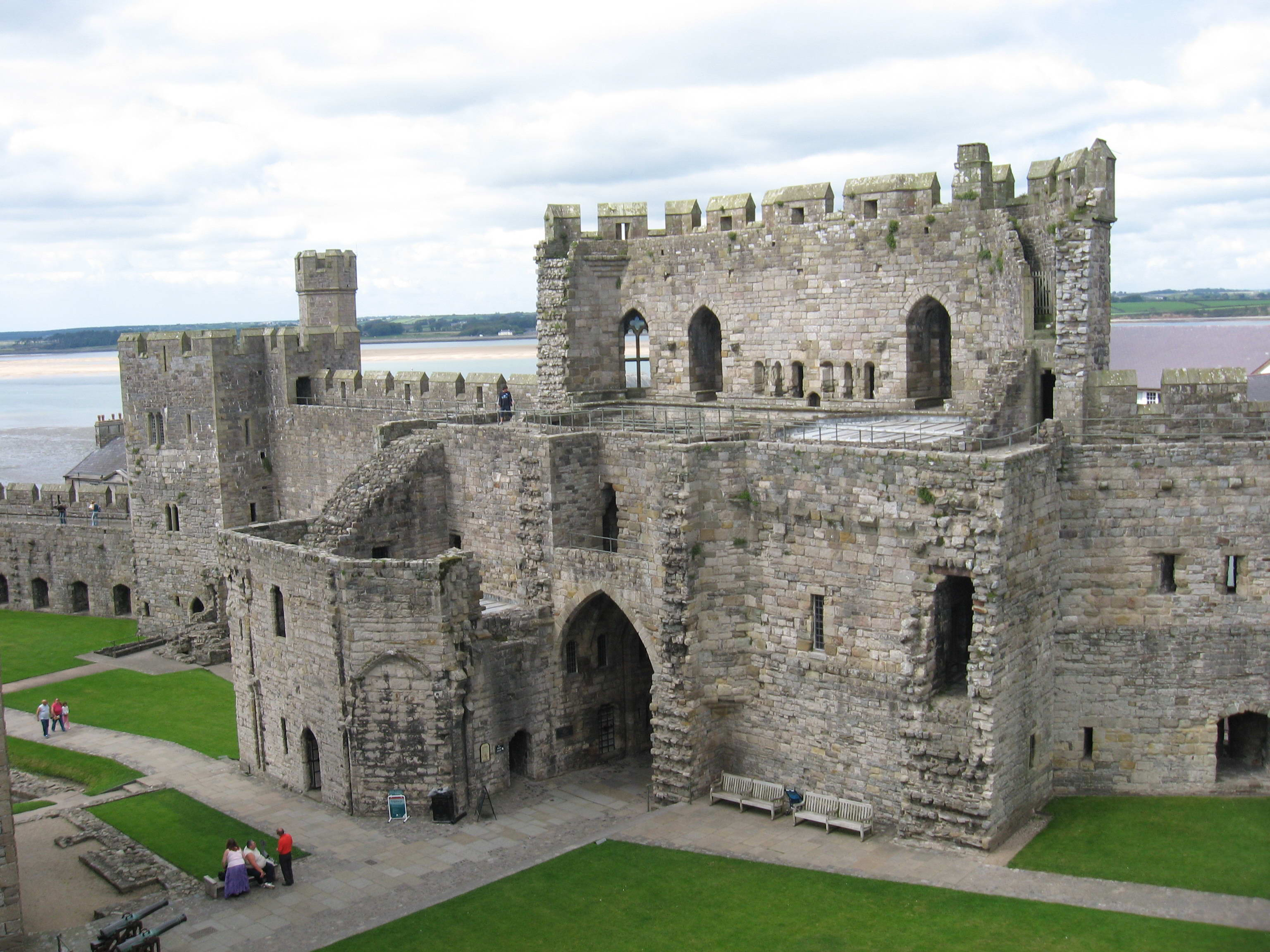
الجزء الخلفي غير المكتمل من بوابة الملك، المدخل الرئيسي للقلعة من المدينة.

تأثر تصميم قلعة كارنارفون جزئيًا بالرغبة في جعل الهيكل مثيرًا للإعجاب كرمز للحكم الإنجليزي الجديد في ويلز. كان هذا ذكي بشكل خاص حيث تم جعل كارنارفون مركز الحكومة في الجزء الشمالي من البلاد. كما خطط تصميم القلعة الإدواردية في الغالب من خلال دراسة الاوضاع عن كثب، على الرغم من أن إدراج حصن القلعة السابقة لعب دورًا في ذلك وهي عبارة عن تسييج ضيق ، تقريبًا على شكل شكل ثمانية. تم تقسيمه إلى جناحين، «عنابر» علوية وسفلية، في الشرق والغرب على التوالي، مع احتواء الشرقي على أماكن إقامة ملكية، على الرغم من أن هذا لم يكتمل أبدًا. كان من المفترض أن يتم إنشاء التقسيمات من خلال مجموعة من المباني المحصنة، ولكن هذه أيضًا لم يتم بناؤها أبدًا.
تم وضع العديد من الأبراج متعددة الأضلاع على طول الجدار الساتر والتي يمكن أن تنطلق منها النيران المحيطة. كانت هناك أسوار على قمم الأسوار والأبراج، وعلى طول الوجه الجنوبي كانت هناك أروقة إطلاق نار. كان القصد منه أن يشمل صالات العرض على طول الوجه الشمالي لكن لم يتم بناؤها أبدًا. في رأي المؤرخ العسكري ألين براون، تم الجمع بين هذا الأمر لجعل قلعة كارنارفون «واحدة من أكثر التجمعات الهائلة لقوة النيران التي يمكن العثور عليها في العصور الوسطى». في رأي المؤرخ العسكري ألين براون، تم الجمع بين هذا الأمر لجعل قلعة كارنارفون «واحدة من أكثر التجمعات الهائلة لقوة النيران التي يمكن العثور عليها في العصور الوسطى».
تتكون معظم الأبراج الشمالية من أربعة طوابق بما في ذلك الطوابق السفلية. كان برج النسر في الزاوية الغربية للقلعة هو الأكبر. لها ثلاثة أبراج كانت تعلوها تماثيل النسور. احتوى البرج على مساكن كبيرة، وربما تم بناؤه للسير أوتون دي جراندسون، أول عدالة في ويلز. احتوى الطابق السفلي على بوابة مائية، يمكن للزوار الذين يسافرون عبر نهر سيونت دخول القلعة. تم سحب المياه من بئر في برج البئر الذي يحمل الاسم نفسه.
يختلف مظهر كارنارفون عن مظهر القلاع الإدواردية الأخرى من خلال استخدام الأحجار الملونة ذات النطاقات في الجدران وفي الأبراج متعددة الأضلاع، وليس الدائرية. كان هناك نقاش أكاديمي واسع النطاق حول تفسير هذه الميزات. كما قال المؤرخ أرنولد تايلور بأن تصميم القلعة كان تمثيلاً لأسوار القسطنطينية. لذلك كان الاستخدام الواعي للصور من الإمبراطورية الرومانية البيزنطية تأكيدًا للسلطة من قبل إدوارد الأول، وتأثر بالحلم الأسطوري لماغنوس مكسيموس، إمبراطور روما. رأى مكسيموس في حلمه حصنًا، «أجمل ما رآه الإنسان على الإطلاق»، داخل مدينة عند مصب نهر في بلد جبلي وقبالة جزيرة. فسر إدوارد هذا على أنه يعني أن سيجونتيوم كانت مدينة حلم ماكسيموس  واستندت إلى الرابط الإمبراطوري عند بناء قلعة كارنارفون. يشير العمل الأخير للمؤرخ أبيجيل ويتلي إلى أن تصميم كارنارفون كان بالفعل تأكيدًا لسلطة إدوارد، لكنه استند إلى صور من المواقع الرومانية في بريطانيا بقصد خلق إشارة إلى شرعية آرثر للملك.
كان هناك مدخلين رئيسيين، أحدهما يؤدي إلى المدينة (بوابة الملك) والآخر يسمح بالوصول المباشر إلى القلعة دون الحاجة إلى المرور عبر المدينة (بوابة الملكة). كان شكلهم نموذجيًا في ذلك الوقت: ممر بين برجين متجاورين. إذا تم الانتهاء من بناء بوابة الملك، لكان الزائر قد عبر جسرين متحركين، ومر من خلال خمسة أبواب وتحت ستة بوابات، والتفاف على انعطاف بزاوية يمنى قبل أن يخرج إلى العلبة السفلية. تم تجاهل مسار العديد من حلقات الأسهم وثقوب القتل. ونصب تمثال لإدوارد الثاني في مكان يطل على المدينة، فوق مدخل بوابة الملك.في رأي المؤرخ المعماري أرنولد تايلور، «لا يوجد مبنى في بريطانيا يُظهر بشكل لافت للنظر القوة الهائلة للتحصينات التي تعود إلى القرون الوسطى من البوابة العظيمة ذات البرجين التوأمين المؤدية إلى قلعة كارنارفون». بوابة الملكة غير عادية من حيث أن مدخلها فوق مستوى سطح الأرض. كان هذا بسبب تكامل الحصون السابقة، ورفع مستوى الأرض من الداخل. أما خارجيًا كان من الممكن الاقتراب من البوابة بواسطة منحدر حجري لم يعد موجودًا.

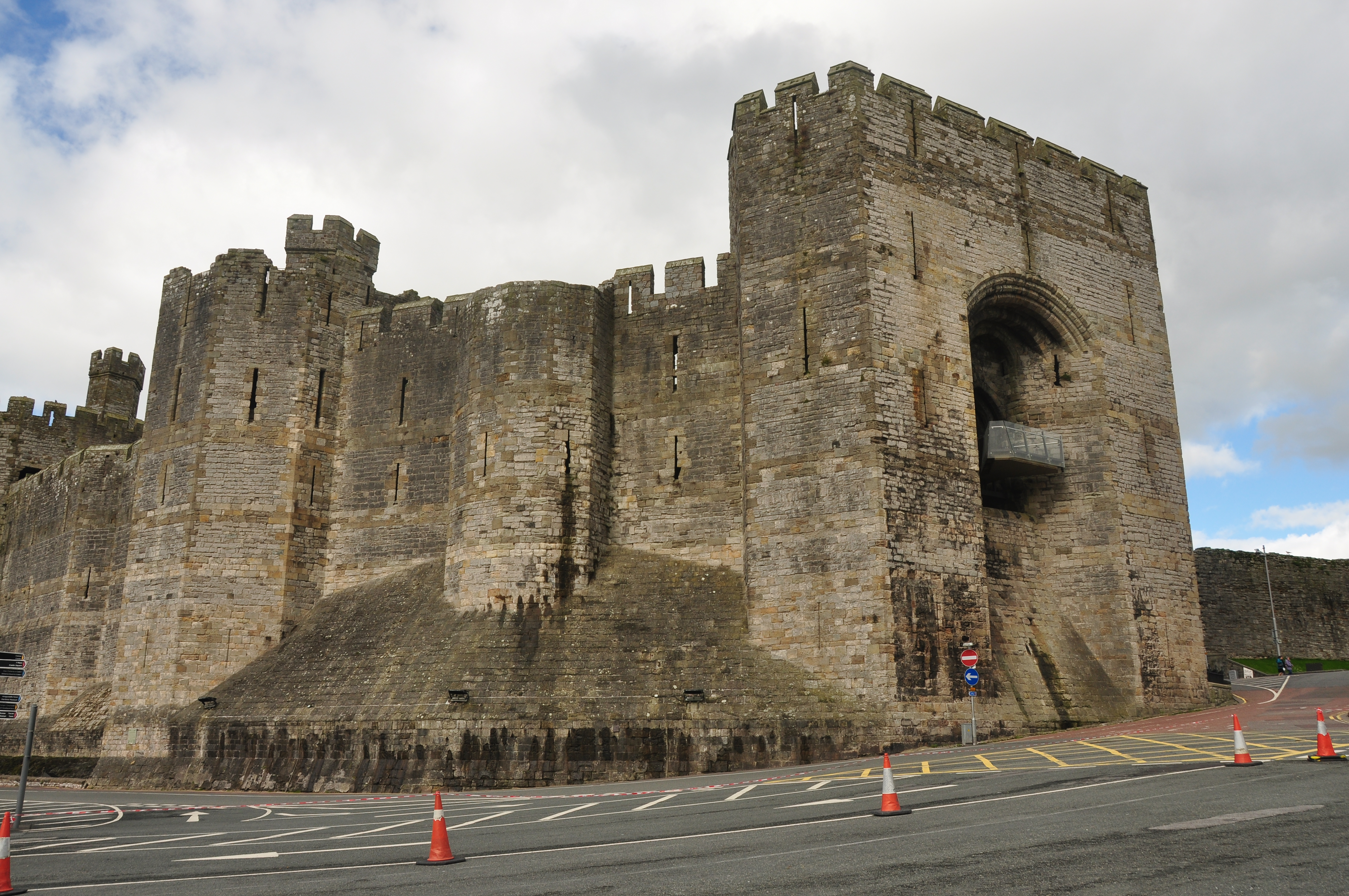
بوابة الملكة

بينما بقي الجدار الساتر وأبراجه على حاله إلى حد كبير، فإن كل ما تبقى من المباني الموجودة داخل القلعة هو الأساسات. بينما كانت المساكن الملكية في الجناح العلوي، احتوى الجناح السفلي على مبانٍ مثل المطابخ. كانت المطابخ تقع مباشرة غرب بوابة الملك. على أساس أسسهم غير الجوهرية. قال تايلور أن المطابخ لم تكن مبنية بقوة. السمة الرئيسية الأخرى للجانب المحلي للقلعة كانت القاعة الكبرى. كان هذا مجاورا للجانب الجنوبي للجناح السفلي وكان طوله 30.5 مترًا (100 قدم). على الرغم من أن الأساسات فقط هي التي نجت، إلا أن القاعة الكبرى كانت ستصبح مبنى مثيرًا للإعجاب يتميز بهندسة معمارية رائعة، ويستخدم لاستضافة الترفيه الملكي. لو تم الانتهاء من كارنارفون على النحو المنشود، لكان من الممكن أن تحتوي على أسرة ملكية تتكون من عدة مئات من الأشخاص.

## قراءات إضافية
- Coldstream، Nicola (2003)، "Architects, Advisers and Design at Edward I's Castles in Wales"، Architectural History، ج. 46، ص. 19–36، DOI:10.2307/1568798، JSTOR:1568798 (الاشتراك مطلوب)
- Swallow، Rachel (2019). "Living the dream: the legend, lady and landscape of Caernarfon Castle, Gwynedd, North Wales". Archaeologia Cambrensis. ج. 168: 153–196.
- Swallow، Rachel (2021). "Cherchez la femme: a Fresh Interdisciplinary and Multi-Period Approach to Understanding Gender, Place and Space at Caernarfon Castle in Gwynedd, Wales". Château Gaillard: études de castellologie médiévale. ج. 29.